# Rolffa
Rolffa es un grupo de música sami de Karasjok en Noruega. Sus canciones son en sami septentrional y noruego, y pertenecen al género pop. El grupo ha producido música desde 2006 y sacó su primer álbum en 2008. En 2011 ganó Sámi Grand Prix con la canción «Gulatgo Mu?».

## Integrantes
- Rolf Morten Anti Amundsen
- Elle Máijá Klefstad Bær
- Jo Morten Kåven
- Jan Børre Hansen
- Ailo Kemi Gjerpe

## Discografía

### Álbumes
- Partyjoik (2008)
- Dálveijat (2012)

### Sencillos
- «Hjerteknuser» (2010)
- «Gulatgo mu?» (2011)
- «Geasseijat» (2011) (EP)
- «Bli med oss» (2011
- «Ealgabivdu» (2012)
- «Ka enn» (2012)